# Lista de deputados estaduais de Roraima da 1.ª legislatura
Esta é a lista de deputados estaduais de Roraima eleitos para a legislatura 1991–1995. Um total de 24 deputados foram eleitos.

## Composição das bancadas
| Partido | Líder                        | Bancada | Posição  |
| ------- | ---------------------------- | ------- | -------- |
| PTB     | Antonio Evangelista Sobrinho | 6 / 24  | Governo  |
| PFL     | Édio Lopes                   | 5 / 24  | Oposição |
| PRN     | Célio Rodrigues Wanderley    | 3 / 24  | Governo  |
| PDS     | Iradilson Sampaio            | 3 / 24  | Oposição |
| PSDB    | Sérgio Ferreira              | 3 / 24  | Oposição |
| PL      | Ramiro José Teixeira         | 2 / 24  | Oposição |
| PSC     | Eulina Gonçalves Vieira      | 1 / 24  | Governo  |
| PTR     | Luiz Afonso Faccio           | 1 / 24  | Governo  |

## Deputados Estaduais
| Número | Deputados estaduais eleitos    | Partido | Votação | Percentual | Cidade onde nasceu     | Unidade federativa |
| 14444  | Aírton Cascavel                | PTB     | 1.826   | 2,65%      | Capanema               | Pará               |
| 45555  | Sérgio Ferreira                | PSDB    | 950     | 1,38%      | Boa Vista              | Roraima            |
| 22222  | Vera Regina Guedes da Silveira | PL      | 942     | 1,37%      | Sant'Ana do Livramento | Rio Grande do Sul  |
| 14614  | Antonio Evangelista Sobrinho   | PTB     | 895     | 1,30%      | Cantá                  | Roraima            |
| 45025  | Evônio Pinheiro de Menezes     | PSDB    | 871     | 1,26%      | Mucajaí                | Roraima            |
| 25115  | Édio Lopes                     | PFL     | 842     | 1,22%      | Presidente Epitácio    | São Paulo          |
| 14014  | Odete Irene Domingues          | PTB     | 827     | 1,20%      | Santo Ângelo           | Rio Grande do Sul  |
| 25111  | Noêmia Bastos Amazonas         | PFL     | 780     | 1,13%      | Alto Alegre            | Roraima            |
| 14100  | José Maria Gomes Carneiro      | PTB     | 729     | 1,06%      | Boa Vista              | Roraima            |
| 11111  | Renan Beckel Pacheco           | PDS     | 708     | 1,03%      | Boa Vista              | Roraima            |
| 25250  | Rodolfo de Oliveira Braga      | PFL     | 643     | 0,93%      | Amajari                | Roraima            |
| 25222  | Herbson Jairo Ribeiro Bantim   | PFL     | 640     | 0,93%      | Boa Vista              | Roraima            |
| 11611  | Iradilson Sampaio              | PDS     | 638     | 0,92%      | São José do Egito      | Pernambuco         |
| 11999  | João Alves de Oliveira         | PDS     | 600     | 0,87%      | Bonfim                 | Roraima            |
| 28888  | Luiz Afonso Faccio             | PTR     | 584     | 0,84%      | Normandia              | Roraima            |
| 45678  | Rosa de Almeida Rodrigues      | PSDB    | 579     | 0,84%      | Manaus                 | Amazonas           |
| 25888  | Flávio dos Santos Chaves       | PFL     | 567     | 0,82%      | Boa Vista              | Roraima            |
| 14222  | Jeil Valério                   | PTB     | 554     | 0,80%      | São Luiz               | Roraima            |
| 36567  | Célio Rodrigues Wanderley      | PRN     | 552     | 0,80%      | Boa Vista              | Roraima            |
| 20000  | Eulina Gonçalves Vieira        | PSC     | 531     | 0,77%      | Belém                  | Pará               |
| 14111  | Otoniel Ferreira de Souza      | PTB     | 526     | 0,76%      | Porto Velho            | Rondônia           |
| 22122  | Ramiro José Teixeira           | PL      | 494     | 0,71%      | São João da Baliza     | Roraima            |
| 36111  | Almir Morais Sá                | PRN     | 473     | 0,68%      | Paranavaí              | Paraná             |
| 36636  | Francisco de Sales Guerra Neto | PRN     | 430     | 0,62%      | Caracaraí              | Roraima            |